# Championnat de Belgique de football 1934-1935
Navigation
Saison précédente Saison suivante
Le championnat de Belgique de football 1934-1935 est la 35e saison du championnat de première division belge. Son nom officiel est « Division d'Honneur ».
L'Union Saint-Gilloise réalise un nouveau triplé en remportant un troisième titre consécutif, le onzième de son histoire. Malgré la fin de leur période d'invincibilité, arrêtée à 60 matches par le Daring CB, le club saint-gillois termine avec cinq points d'avance sur le Lierse et dix sur le Daring. C'est également le dernier titre remporté par le club jusqu'à ce jour.
En bas de classement, le Belgica FC Edegem s'avère beaucoup plus faible et termine bon dernier. Le club est relégué après deux saisons parmi l'élite. Il est accompagné en Division 1 par le Racing de Gand.

## Clubs participants
Quatorze clubs prennent part à la compétition, autant que lors de l'édition précédente. Ceux dont le matricule est mis en gras existent toujours aujourd'hui.
| #  | Nom                                     | Mat. | Ville                | Stades               | En D1 depuis (série) | Total en D1 | Saison précédente |
| -- | --------------------------------------- | ---- | -------------------- | -------------------- | -------------------- | ----------- | ----------------- |
| 1  | Royal Antwerp Football Club             | 1    | Anvers               | Bosuilstadion        | 1901-1902 (29e)      | 34e         | 5e                |
| 2  | Royal Beerschot Athletic Club           | 13   | Anvers               | Kiel                 | 1907-1908 (23e)      | 29e         | 6e                |
| 3  | Royal Berchem Sport                     | 28   | Berchem              | Het Rooi             | 1934-1935 (1re)      | 12e         | Division 1B : 1er |
| 4  | Royal Cercle Sportif Brugeois           | 12   | Bruges               | Stade du CS Brugeois | 1899-1900 (31e)      | 31e         | 8e                |
| 5  | Daring Club de Bruxelles Société Royale | 2    | Molenbeek            | Stade du Daring      | 1903-1904 (27e)      | 27e         | 2e                |
| 6  | Belgica Football Club Edegem            | 375  | Edegem               | ?                    | 1933-1934 (2e)       | 2e          | 12e               |
| 7  | Royal Racing Club de Gand               | 11   | Gand                 | Emmanuel Hielstadion | 1931-1932 (4e)       | 20e         | 10e               |
| 8  | Royal Standard Club Liège               | 16   | Sclessin             | Stade de Sclessin    | 1921-1922 (14e)      | 19e         | 3e                |
| 9  | Koninklijke Liersche Sportkring         | 30   | Lierre               | Lispersteenweg       | 1927-1928 (8e)       | 8e          | 4e                |
| 10 | Koninklijke Maatschappij Lyra           | 52   | Lierre               | Lyrastadion          | 1932-1933 (3e)       | 3e          | 7e                |
| 11 | Royal Football Club Malinois            | 25   | Malines              | Achter de Kazerne    | 1928-1929 (7e)       | 10e         | 9e                |
| 12 | Racing Club de Malines Société Royale   | 24   | Malines              | Antwerpsesteenweg    | 1925-1926 (10e)      | 17e         | 11e               |
| 13 | Union Saint-Gilloise Société Royale     | 10   | Uccle                | Stade du Parc Duden  | 1901-1902 (29e)      | 29e         | 1er               |
| 14 | White Star Woluwé Athletic Club         | 47   | Woluwe-Saint-Lambert | rue de Kelle         | 1934-1935 (1re)      | 2e          | Division 1A : 1er |

### Localisations
| Anvers RC Gand Liersche SK Lyra RC Malines FC Malinois Daring Union White Star CS Brugeois Standard |

#### Localisation des clubs anversois
les 4 cercles anversois et d'Edegem sont :
(1) R. Antwerp FC
(2) R. Beerschot AC
 (3) R. Berchem Sport
(10) Belgica FC Edegem

## Déroulement de la saison

### Dernier titre pour l'Union
Cette saison marque un tournant dans l'Histoire de l'Union Saint-Gilloise. Leur série de 60 matches sans défaite prend fin le 10 février 1935 sur le terrain gelé du stade du Daring, lorsque leurs rivaux bruxellois l'emportent 2-0. L'Union enlève néanmoins le onzième titre de son Histoire, mais ce sera le dernier fait de gloire du club jusqu'en 2025. 

## Résultats

### Résultats des rencontres
Avec quatorze clubs engagés, 182 matches sont au programme de la saison.
| Résultats (▼dom., ►ext.)                                   | ANT | BEE | BER | CSB | DAR | EDE | RCG | LIE | LYR  | FCM | RCM | STA | USG | WST  |
| R. Antwerp FC                                              |     | 2-2 | 1-2 | 3-3 | 3-1 | 6-5 | 1-1 | 0-2 | 3-5  | 3-1 | 1-1 | 7-3 | 1-3 | 5-0  |
| R. Beerschot AC                                            | 4-1 |     | 2-1 | 1-0 | 1-2 | 7-0 | 4-1 | 2-2 | 4-2  | 2-1 | 6-0 | 2-3 | 1-0 | 4-1  |
| R. Berchem                                                 | 1-5 | 0-2 |     | 2-1 | 3-5 | 5-2 | 4-1 | 3-1 | 5-0  | 2-4 | 3-2 | 7-5 | 1-6 | 4-2  |
| R. CS Brugeois                                             | 3-1 | 2-1 | 0-2 |     | 1-2 | 3-0 | 3-0 | 4-1 | 5-0  | 2-0 | 0-1 | 3-2 | 1-2 | 3-0  |
| Daring CB SR                                               | 3-2 | 3-3 | 5-1 | 3-0 |     | 6-2 | 5-2 | 1-2 | 4-0  | 4-2 | 4-0 | 1-3 | 2-0 | 4-1  |
| Belgica FC Edegem                                          | 1-5 | 1-3 | 1-5 | 4-2 | 2-2 |     | 2-4 | 1-7 | 3-4  | 3-4 | 4-2 | 4-4 | 1-2 | 1-8  |
| R. RC de Gand                                              | 1-8 | 3-0 | 3-2 | 1-3 | 1-2 | 9-2 |     | 1-3 | 1-5  | 0-1 | 0-0 | 2-2 | 0-3 | 2-0  |
| K. Liersche SK                                             | 2-1 | 5-1 | 6-1 | 2-0 | 2-1 | 4-3 | 5-0 |     | 2-1  | 3-2 | 3-2 | 3-1 | 1-3 | 8-0  |
| TSV Lyra                                                   | 2-3 | 1-1 | 5-1 | 1-0 | 1-1 | 4-2 | 5-0 | 1-1 |      | 1-0 | 1-2 | 0-4 | 0-1 | 3-5  |
| FC Malinois                                                | 2-5 | 4-1 | 5-4 | 0-1 | 3-3 | 1-2 | 3-1 | 2-3 | 12-2 |     | 0-1 | 3-3 | 2-2 | 2-3  |
| RC de Malines                                              | 3-4 | 1-1 | 0-0 | 1-3 | 2-1 | 4-1 | 1-1 | 2-3 | 3-1  | 3-1 |     | 2-2 | 0-2 | 3-1  |
| R. Standard CL                                             | 0-5 | 0-5 | 4-1 | 1-1 | 4-0 | 7-1 | 3-1 | 1-5 | 6-3  | 2-3 | 7-1 |     | 1-1 | 4-3  |
| Union St-Gilloise SR                                       | 4-1 | 2-1 | 5-3 | 7-0 | 1-1 | 6-1 | 4-1 | 2-1 | 5-1  | 3-1 | 3-2 | 2-1 |     | 10-3 |
| White Star AC                                              | 0-3 | 1-2 | 1-0 | 2-2 | 0-3 | 3-0 | 3-0 | 3-1 | 1-0  | 2-2 | 2-2 | 1-0 | 1-5 |      |
| - Victoire à domicile - Match nul - Victoire à l'extérieur |     |     |     |     |     |     |     |     |      |     |     |     |     |      |

### Classement final
| Rang | Équipe                 | Pts | J  | G  | N | P  | Bp | Bc  | Diff |
| ---- | ---------------------- | --- | -- | -- | - | -- | -- | --- | ---- |
| 1    | UNION ST-GILLOISE SR T | 45  | 26 | 21 | 3 | 2  | 84 | 29  | +55  |
| 2    | K. Liersche SK         | 40  | 26 | 19 | 2 | 5  | 78 | 39  | +39  |
| 3    | Daring CB SR C         | 35  | 26 | 15 | 5 | 6  | 69 | 42  | +27  |
| 4    | R. Beerschot AC        | 33  | 26 | 14 | 5 | 7  | 63 | 39  | +24  |
| 5    | R. Antwerp FC          | 30  | 26 | 13 | 4 | 9  | 80 | 55  | +25  |
| 6    | R. CS Brugeois         | 27  | 26 | 12 | 3 | 11 | 46 | 40  | +6   |
| 7    | R. Standard CL         | 26  | 26 | 10 | 6 | 10 | 73 | 67  | +6   |
| 8    | RC de Malines SR       | 23  | 26 | 8  | 7 | 11 | 41 | 55  | -14  |
| 9    | R. Berchem Sport       | 23  | 26 | 11 | 1 | 14 | 63 | 74  | -11  |
| 10   | White Star Woluwe AC   | 21  | 26 | 9  | 3 | 14 | 47 | 73  | -26  |
| 11   | R. FC Malinois         | 20  | 26 | 8  | 4 | 14 | 61 | 61  | 0    |
| 12   | KM Lyra                | 19  | 26 | 8  | 3 | 15 | 49 | 75  | -26  |
| 13   | R. RC de Gand          | 14  | 26 | 5  | 4 | 17 | 37 | 74  | -37  |
| 14   | Belgica FC Edegem      | 8   | 26 | 3  | 2 | 21 | 49 | 117 | -68  |

Légende
- Champion de Belgique 1935
- Club relégué pour la saison suivante

Abréviations
T : Tenant du titre 1934

C : Vainqueur de la Coupe de Belgique 1934-1935

 : nouveau venu depuis la saison précédente

### Meilleur buteur
Marius Mondelé (Daring CB) avec 28 buts. Il est le 21e joueur belge sacré meilleur buteur de la plus haute division belge.

#### Classement des buteurs
Le tableau ci-dessous reprend les 25 meilleurs buteurs du championnat, soit les joueurs ayant inscrit treize buts ou plus durant la saison.
| #   | Pays | Joueur                   | Club                    | Buts | Matches joués |
| --- | ---- | ------------------------ | ----------------------- | ---- | ------------- |
| 1.  |      | Marius Mondelé           | Daring CB SR            | 28   | 26            |
| 2.  |      | Albert De Cleyn          | R. FC Malinois          | 27   | 24            |
| =.  |      | Joseph Nelis             | R. Berchem Sport        | 27   | 25            |
| 4.  |      | Vital Van Landeghem      | Union Saint-Gilloise SR | 26   | 26            |
| 5.  |      | Bernard Voorhoof         | K. Liersche SK          | 22   | 26            |
| 6.  |      | François Vanden Eynde    | R. Beerschot AC         | 20   | 21            |
| 7.  |      | Florent Lambrechts       | R. Antwerp FC           | 18   | 18            |
| =.  |      | Jean Collet              | White Star Woluwé AC    | 18   | 24            |
| =.  |      | François Ledent          | R. Standard CL          | 18   | 25            |
| 10. |      | Arthur Ceuleers          | R. Beerschot AC         | 17   | 22            |
| =.  |      | Richard Van Accolynen    | R. RC de Gand           | 17   | 25            |
| 12. |      | Romain Massez            | R. Standard CL          | 16   | 16            |
| =.  |      | Arthur Hellemans         | Belgica FC Edegem       | 16   | 25            |
| =.  |      | Julien Van Orshaegen     | K. Liersche SK          | 16   | 26            |
| 15. |      | Guillaume Ulens          | R. Antwerp FC           | 15   | 23            |
| =.  |      | Auguste Hellemans        | R. FC Malinois          | 15   | 26            |
| 17. |      | Jean Brichaut            | R. Standard CL          | 14   | 18            |
| =.  |      | Theo De Heuvel           | White Star Woluwé AC    | 14   | 19            |
| =.  |      | Maurice Blieck           | R. CS Brugeois          | 14   | 24            |
| =.  |      | Henri Isemborghs         | R. Beerschot AC         | 14   | 25            |
| =.  |      | Joseph Van Beeck         | R. Antwerp FC           | 14   | 25            |
| =.  |      | Jacques Van Caelenberghe | Union Saint-Gilloise SR | 14   | 26            |
| 23. |      | Jean Capelle             | R. Standard CL          | 13   | 10            |
| =.  |      | Gabriël Noëth            | R. FC Malinois          | 13   | 20            |
| =.  |      | Willy Van Loo            | R. CS Brugeois          | 13   | 22            |

## Récapitulatif de la saison
- Champion : Union Royale Saint-Gilloise (11e titre)
- Première équipe à remporter onze titres.
- Vingtième titre pour la province de Brabant.

| Région flamande (10)            | Région flamande (10) | Province de Brabant (3)      | Province de Brabant (3) | Région wallonne (1)    | Région wallonne (1) |
| ------------------------------- | -------------------- | ---------------------------- | ----------------------- | ---------------------- | ------------------- |
| Province d'Anvers               | 8                    | Région de Bruxelles-Capitale | 3                       | Province de Hainaut    | 0                   |
| Province de Flandre-Occidentale | 1                    | Province du Brabant flamand  | 0                       | Province de Liège      | 1                   |
| Province de Flandre-Orientale   | 1                    | Province du Brabant wallon   | 0                       | Province de Luxembourg | 0                   |
| Province de Limbourg            | 0                    |                              |                         | Province de Namur      | 0                   |

1. ↑  Au niveau footballistique, la province de Brabant est toujours unitaire malgré sa partition territoriale en 1995.

### Admission et relégation
Le Belgica FC Edegem est rapidement largué et condamné à la relégation après deux saisons parmi l'élite. Ce sont toujours les deux seules saisons au plus haut niveau par le club, qui évolue aujourd'hui dans les séries provinciales. Il est accompagné au niveau inférieur par le Royal Racing Club de Gand, relégué après trois saisons consécutives en Division d'Honneur. Le club gantois devra patienter deux décennies pour disputer une nouvelle (et dernière) saison au plus haut niveau.
Ils sont remplacés par le R. FC Brugeois et le SC Anderlechtois, qui remportent leur série en Division 1. Les Mauves anderlechtois ne quitteront ensuite plus jamais l'élite.

### Changement de nom
Reconnu « Société Royale », le White Star Woluwe Athletic Club adapte son appellation en vue de la saison suivante et devient le Royal White Star Athletic Club.

### Bilan de la saison
| Championnat de Belgique de football 1934-1935 |                                     |
| Champion                                      | Union Saint-Gilloise SR (11e titre) |
| Dauphin                                       | K. Liersche SK                      |
| Coupes et trophées                            |                                     |
| Vainqueur de la Coupe de Belgique 1934-1935   | Daring CB SR                        |
| Promotions et relégations                     |                                     |
| Promus en Division d'Honneur                  | R. SC Anderlechtois                 |
| Promus en Division d'Honneur                  | R. FC Brugeois                      |
| Relégués en Division 1                        | R. RC de Gand                       |
| Relégués en Division 1                        | Belgica FC Edegem                   |